# Kessler Edwards

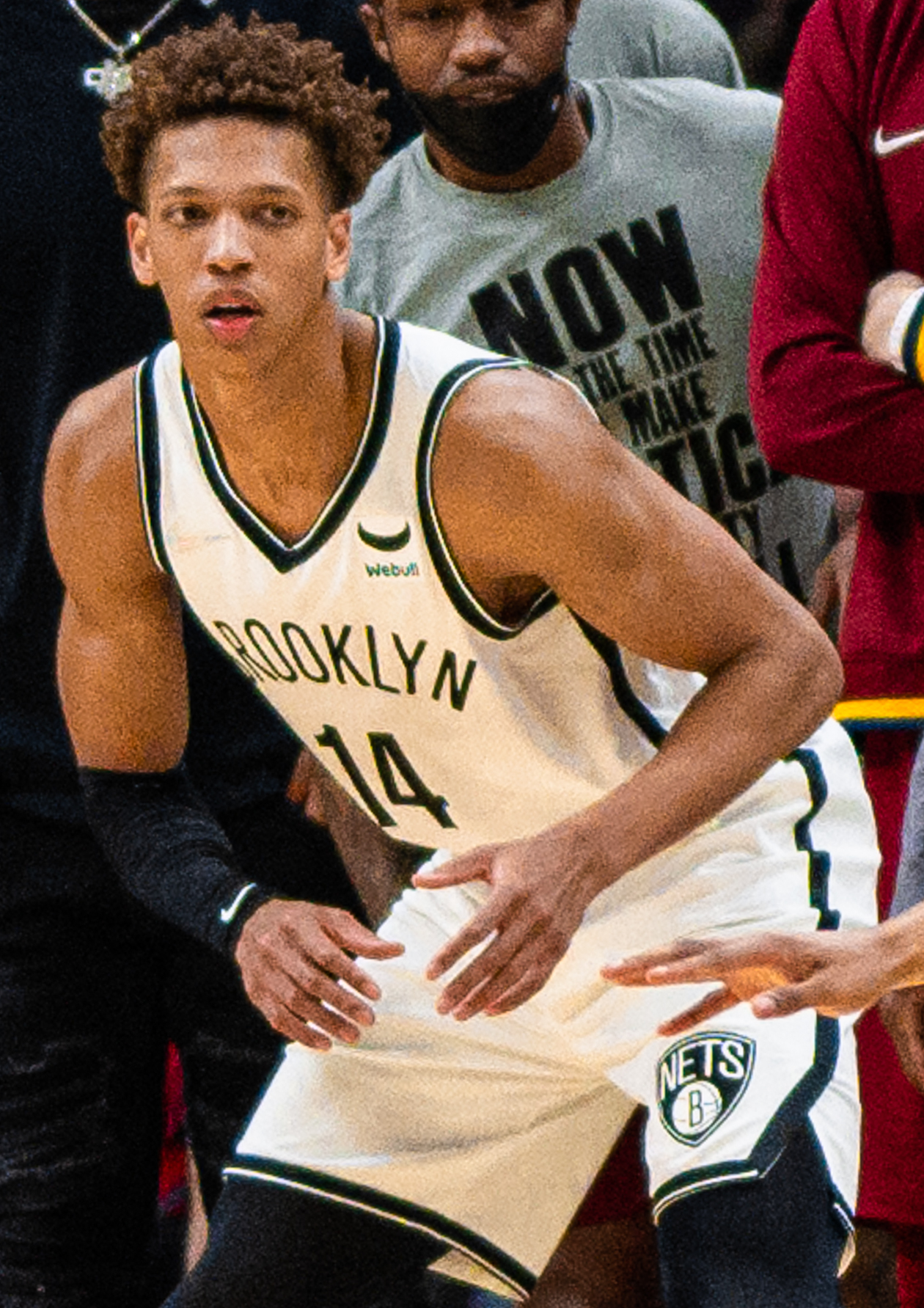
Kessler Edwards, 2022.

Kessler Donovan Edwards, född 9 augusti 2000 i Glendale i Kalifornien, är en amerikansk professionell basketspelare (SF) som spelar för Dallas Mavericks i National Basketball Association (NBA). Han har tidigare spelat för Brooklyn Nets och Sacramento Kings.
Edwards draftades av Brooklyn Nets i andra rundan i 2021 års draft som 44:e spelare totalt.
Innan han blev proffs studerade Edwards på Pepperdine University och spelade för deras idrottsförening Pepperdine Waves.